# Chordodes moraisi
Chordodes moraisi är en tagelmaskart som först beskrevs av Carvalho 1942.  Chordodes moraisi ingår i släktet Chordodes och familjen Chordodidae. Inga underarter finns listade i Catalogue of Life.